# نیروی زمینی بنگلادش
ارتش بنگلادش (انگلیسی: Bangladesh Army) نیروی زمینی بنگلادش است، که در سال ۱۹۷۱ تأسیس شد.